# 디지탈이메이션
디지탈이메이션(Digital eMation)은 대한민국 서울특별시에 위치한 애니메이션 스튜디오이다. 1993년 설립되었다. 셀 애니메이션과 디지털 애니메이션을 전문으로 한다.

## 작품
- 앨리어스 (드라마)
- 쟈니 테스트
- 로봇보이
- 패밀리 가이
- 배트맨 더 브레이브
- 으랏차차 삼총사
- 더 클리브랜드 쇼
- 스쿠비 두
  - 침착해! 스쿠비 두
  - 스쿠비 두, 게스 후?
- 톰과 제리 시리즈
  - Tom and Jerry: Back to Oz
  - 톰과 제리: 윌리 웡카와 초콜릿 공장
- 메가스 XLR (시즌 2)
- 괴짜가족 괴담일기
- 말괄량이 삼총사
- 숨겨진 숲의 비밀
- 사무라이 잭